# Karstsee

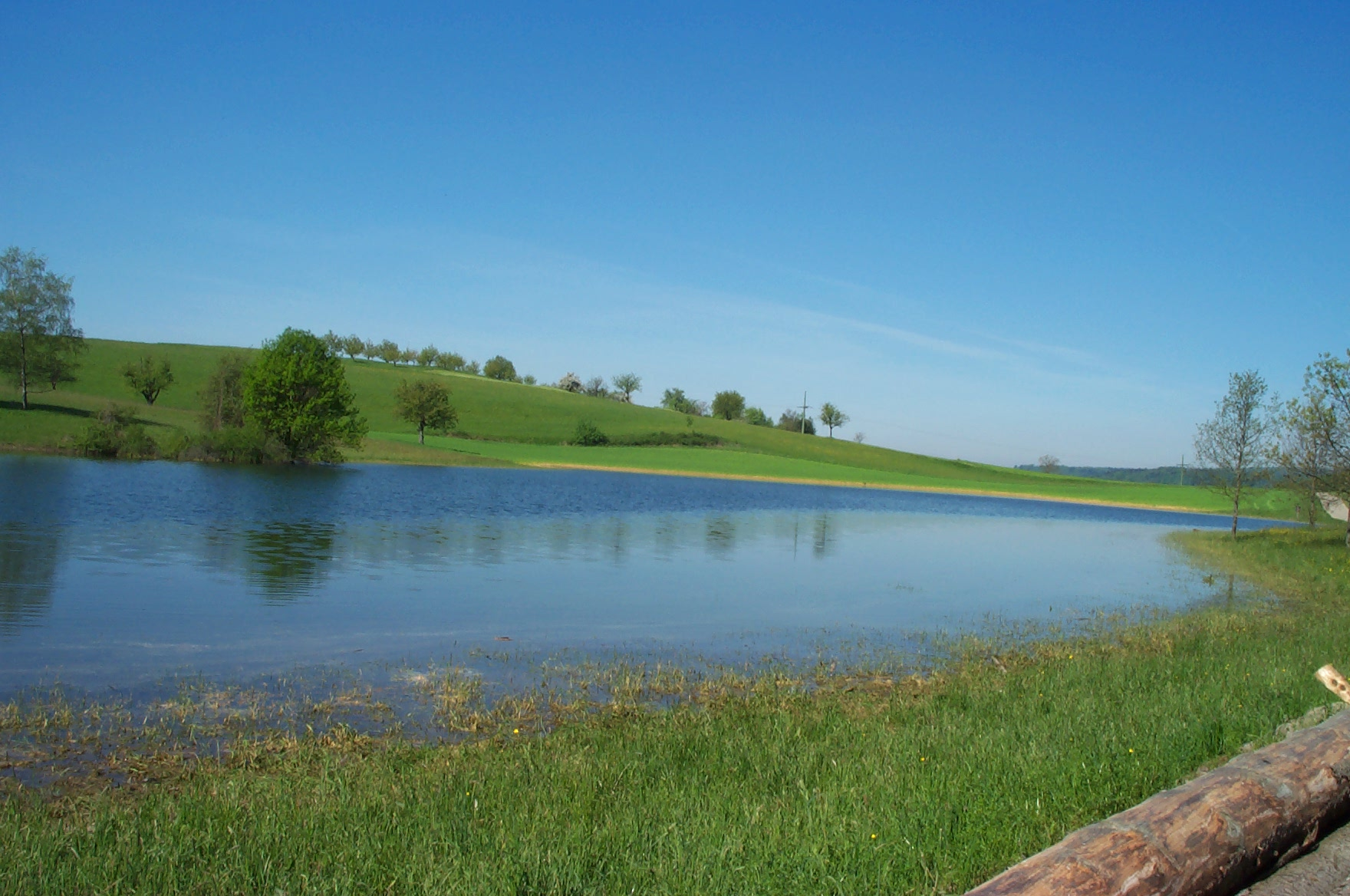
Der Eichener See, ein temporärer (astatischer) Karstsee bei Schopfheim-Eichen in Baden-Württemberg

Karstseen sind Seen in Karstgebieten, die durch Überflutung von Karstbecken (Poljen) und durch den Einbruch unterirdischer Karsthöhlen (Dolinen) entstanden sind. 

## Entstehungsbedingungen
Karstseen sind ein hydrologisches und geomorphologisches Phänomen im Zuge der Verkarstung einer Landschaft aus mehrheitlich Karbonatgesteinen oder Evaporiten.
Karstseen bilden sich an Stellen, wo periodische und stark anschwellende Wasserläufe in Schlucklöchern oder Dolinen nicht im ankommenden Volumen aufgenommen und gleichermaßen weitergeführt werden können. Sind diese tiefsten Stellen mit feinstkörnigen Sedimenten auf natürliche Weise abgedeckt, können sich ständige Seen bilden.
Diese Seen entstehen vorzugsweise durch Überflutung von Poljen und durch den Einbruch unterirdischer Höhlen (Dolinen) in besonders wasserlöslichen Gesteinstypen wie Kalk, Gips und Dolomit. Sie können mehrere 100 Hektar groß werden. Ihr flacher Boden ist meist eine wasserundurchlässige Sedimentschicht, meist Ton, die eine Seebildung ermöglicht. Manche Karstseen existieren nur zeitweise, aber nach Regenfällen regelmäßig wiederkehrend.

## Verbreitung
Der größte Karstsee der Erde, der Cerkniško jezero (Zirknitzer See), liegt in Slowenien (Primorska) im Slowenischen Karst, der namensgebend für diese von unzähligen Karsterscheinungen geprägten Landschaft ist. Dieser See liegt ungefähr auf halber Strecke zwischen Ljubljana und Triest unweit des südöstlichen Rands der Alpen.
Karstseen findet man beispielsweise auch:
- in Deutschland:
  - im Harzumland[3] (z. B. der Juessee und der Bauerngraben im „Biosphärenreservat Karstlandschaft Südharz“, ein episodischer Karstsee am Karstwanderweg)
  - in Süddeutschland (z. B. der Eichener See)
- in Österreich in der Steiermark (z. B. der Grüne See)
- im Dinarischen Gebirge, als Wasserflächen in den Poljen, in Slowenien, Kroatien, Montenegro
- in Estland im Karstgebiet Salajõe[4] in der Region Lääne-Nigula
- in Frankreich in der Region Quercy
- in Irland, die so genannten Turloughs
- im Süden von Wales: den Turlough Pant y Llyn oder Pantyllyn bei Builth Wells
- in den USA
- in Mexiko (die Cenotes im Norden der Halbinsel Yucatán sowie Karstseen Tzibaná und Metzabok in den mittleren Höhen Chiapas), und Guatemala (Petén Itzá)

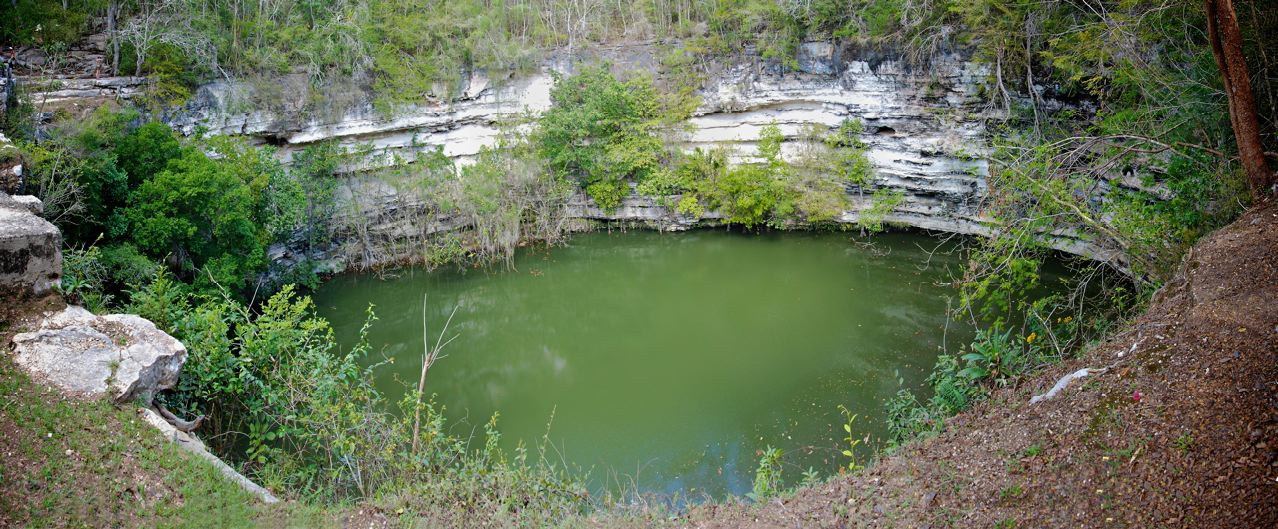
Der Cenote Sagrado bei Chichen Itza ist einer der bedeutendsten Karstseen Yucatáns
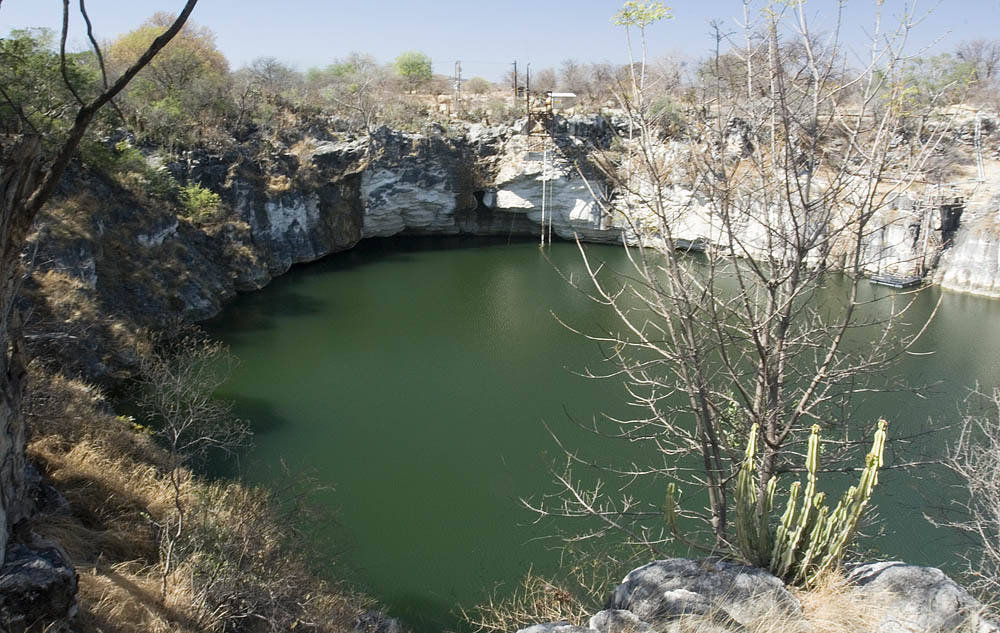
Der Otjikotosee in Namibia ist ein permanenter Karstsee